# Megalichthys
Il megalittide (Megalichthys Agassiz, 1843) è un genere di pesci ossei estinto, appartenente ai sarcotterigi. Il genere fu presente nel Carbonifero superiore (circa tra i 345 e i 272.5 Ma) e i suoi resti fossili sono stati ritrovati in Europa.

## Descrizione
I pesci di questo genere erano di dimensioni medio-grandi e potevano superare il metro di lunghezza. Il corpo era robusto ma relativamente slanciato. Il cranio era dotato di caratteristiche primitive, con le narici posizionate dorsalmente e una serie di ossa dermiche di piccole dimensioni tra il parietale e il postparietale. Non erano presenti ossa frontali. La bocca era molto ampia ed era dotata di una singola "zanna" mediana, posta su un processo palatale della premascella; questa "zanna" non era dotata di una zona per la sostituzione, e quindi non può essere considerata una vera e propria zanna. Le mascelle erano bordate di piccoli denti appuntiti. Le vertebre erano a forma di anello e sprovviste di pleurocentro, anche se robuste. Le pinne posteriori erano ben separate dalla pinna caudale, come in Osteolepis e in Thursius, ma in Megalichthys la pinna anale si articolava posteriormente alla seconda dorsale. Esternamente, la pinna caudale appariva quasi simmetrica, mentre lo scapolarcoracoide non era molto massiccio. Le scaglie erano quasi tondeggianti e ricoperte da un sottile strato di cosmina (meno esteso che in Osteolepis).

## Tassonomia
Megalichthys venne descritto per la prima volta nel 1843 da Louis Agassiz, nella sua opera Recherches Sur Les Poissons Fossiles. La specie tipo è Megalichthys hibberti, del Carbonifero superiore della Scozia; in seguito sono state descritte altre specie, provenienti da varie località del Regno Unito; è possibile che almeno alcune di queste specie fossero identiche alla specie tipo.
Megalichthys è stato a lungo confuso con il genere Rhizodus, un altro pesce sarcotterigio di dimensioni enormi del Carbonifero europeo. Megalichthys è stato anche attribuito ai Rhizodontiformes, ma la maggior parte degli studiosi ritiene che faccia parte di una radiazione evolutiva (Megalichthyidae) affine agli Osteolepidae ma più derivata.

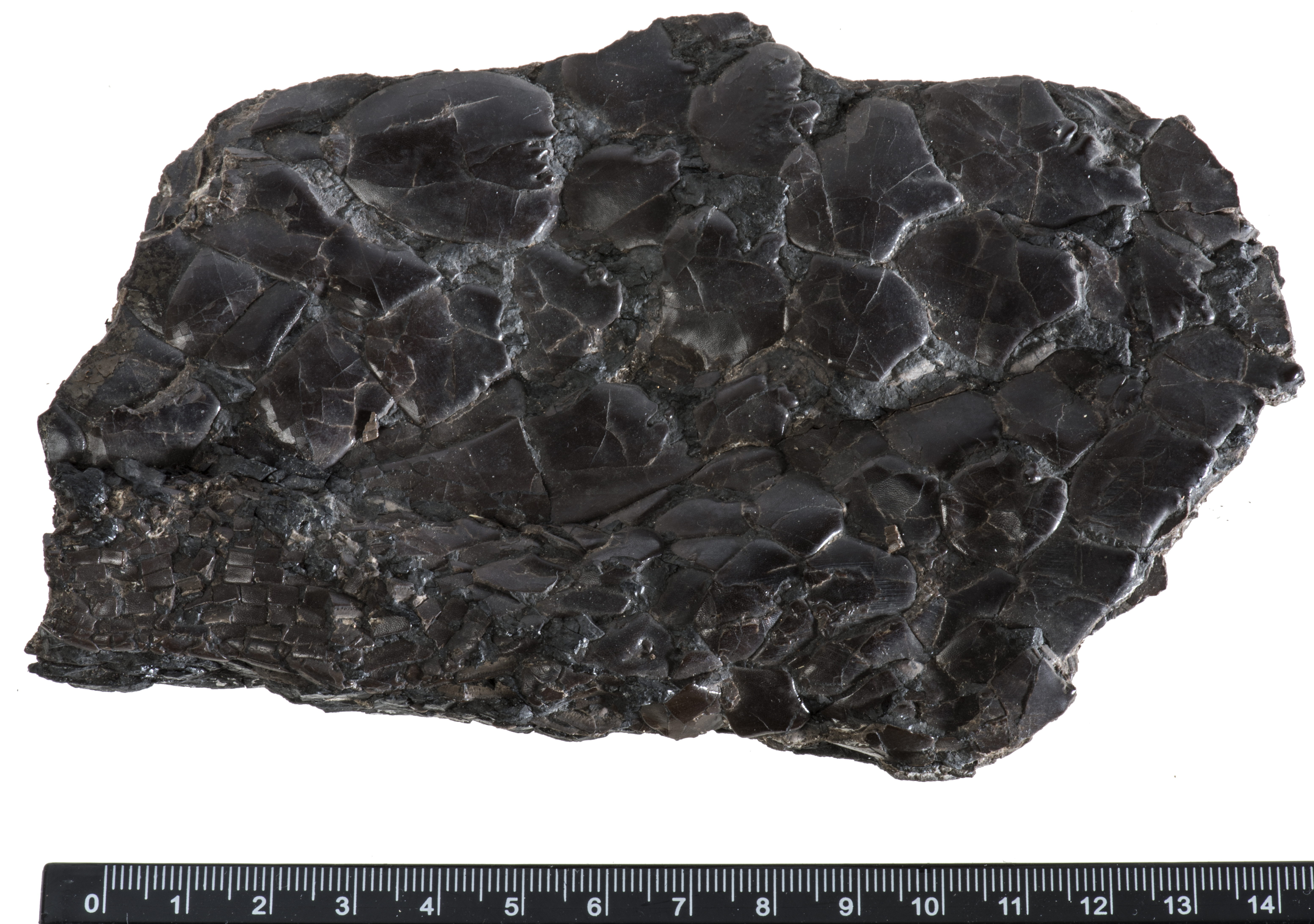
Scaglie di Megalichthys hibberti

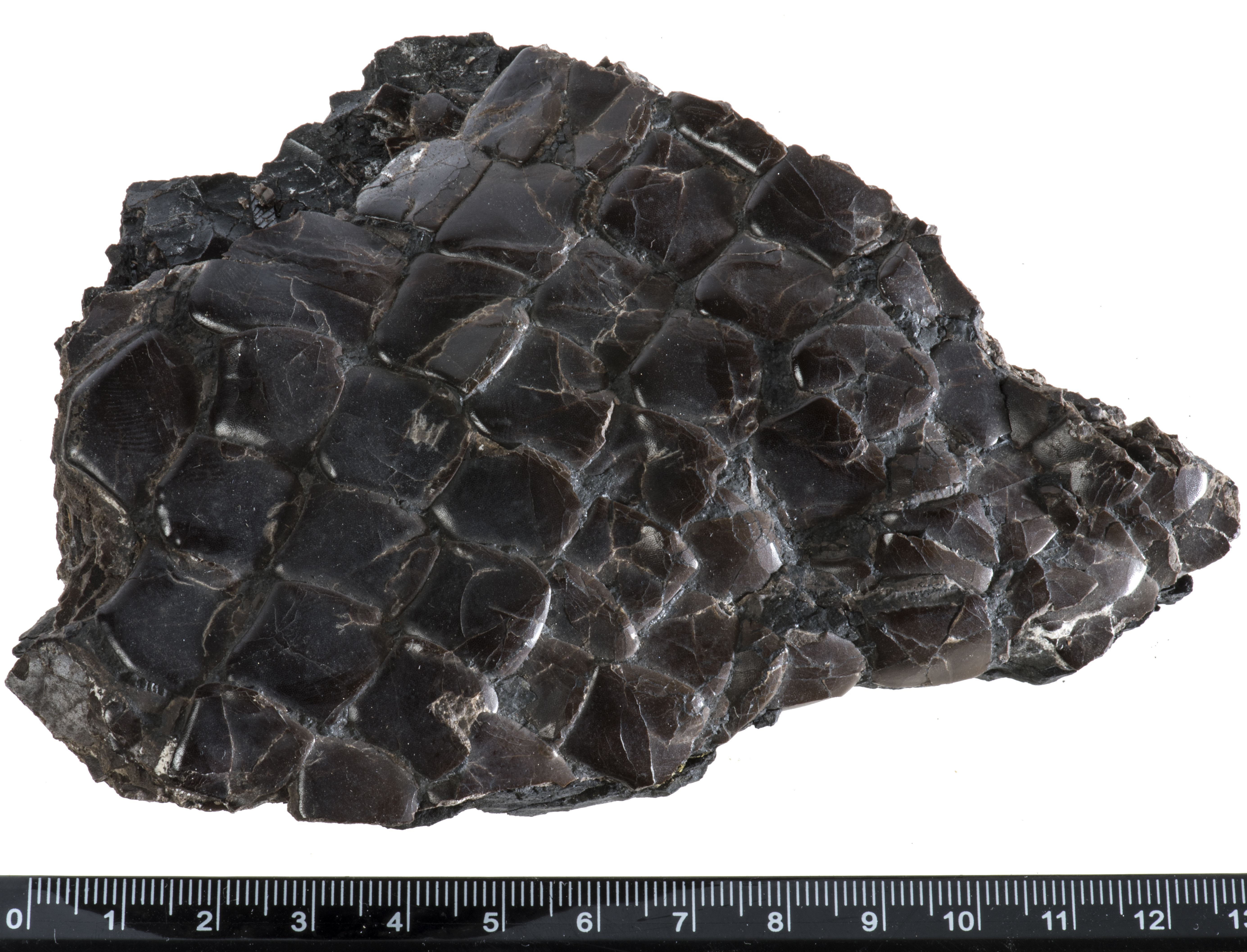
Scaglie di Megalichthys hibberti

- † Megalichthys hibberti Agassiz, 1835
- † Megalichthys angustus Newberry 1856
- † Megalichthys incurvus Newberry 1856
- † Megalichthys coccolepis Young 1870
- † Megalichthys rugosus Young 1870
- † Megalichthys pygmaeus Traquair, 1879
- † Megalichthys laticeps Traquair, 1884
- † Megalichthys anceps Newberry 1888
- † Megalichthys nitens Fritsch 1889
- † Megalichthys laevis Traquair 1890
- † Megalichthys intermedius Woodward 1891
- † Megalichthys macropomus Cope 1892
- † Megalichthys syndentolaminaris Borgen and Nakrem, 2016
- † Megalichthys mullisoni Downs and Daeschler, 2020

## Paleoecologia
Come Rhizodus, anche Megalichthys doveva essere un temibile predone delle acque dolci del Carbonifero, e probabilmente esercitava una caccia d'agguato verso altri animali più piccoli, come altri pesci e anfibi.